# 예메니아 626편 추락 사고
예메니아 626편 추락 사고는 2009년 6월 29일 예메니아 소속 에어버스 A310 항공기가 사나를 출발해 모로니로 가던 도중 코모로 인근 모잠비크 해협 부근에서 추락한 사건이다. 이 사고로 조종사를 포함한 152명이 목숨을 잃었다.

## 사고 발생 원인
사고 당시 모로니 국제공항 주변에는 심각한 강풍이 몰아치고 있었고, 파도도 매우 높았다. 이러한 기상 악화의 영향도 있지만, 사고기는 기체에 문제가 있어 한때 프랑스 공항 측이 운항을 금지시킨 적이 있었다고 AFP가 전한 적이 있는 것으로 밝혀져 기체 결함의 원인도 있는 것으로 알려졌다.

## 탑승 승객
추락 여객기에 탑승한 승객 중에서 66명은 파리나 마르세유에서 예메니아 항공의 항공기를 타고 예멘 사나 국제공항으로 간 뒤 사나 국제공항에서 사고기로 갈아탄 프랑스인인들로 밝혀졌고, 나머지는 대부분 코모로인들이라고 밝혔다.

## 추락 상황
승객 142명과 승무원 11명을 포함한 153명을 태운 예메니아 항공 626편은 29일 새벽 2시(추락지역 현지 시간대 기준)에 추락한 것으로 보인다. 에어버스 A310기종인 예메니아 항공 소속 626편 여객기는, 예멘 수도 사나국제공항을 출발하여 코모로 모로니 국제공항으로 가던 중이였다. 사고기는 모로니를 경유해 다시 지부티의 지부티로 갈 예정이었으나 착륙 직전 코모로 인근 모잠비크 해협에 추락하였다. 이 여객기가 추락한 지점은 이 여객기의 최종 도착지점인 모로니에서 15km정도 떨어진 해역이다.

## 추락 피해
이사고로 생존자 1명을 제외한 탑승객은 전원사망하였고 1명은 생존했다.

## 구조 작업
코모로 당국은 사고 수 시간 후, 12세 어린이 1명이 해안으로 떠밀려 온 것을 구조하여 냈으나, 나머지 탑승자들은 대부분 사망한 것으로 추정된다. 해상구조 전문인력과 장비가 없는 코모로는 수색에 어려움을 겪고 있고, 자국민 66명이 탑승한 프랑스 정부는 해군함정 2척 및 정찰기를 파견해 구조 작업을 돕고 있으나 수색에 진척은 없다.

## 구조자
구조자는 12세 여자 어린이 1명 뿐이고, 사고기에는 영유아가 최소 3명 탑승한 것으로 보인다고 밝혔다. 구조된 12세 어린이는 현재 자신의 신원을 밝힐 수 있을 정도로 의식이 뚜렷하고, 심각한 부상을 입지 않은 것으로 보인다.

## 같이 보기
- 페루항공 603편 추락 사고
- 아담 항공 574편 추락 사고
- 에어프랑스 447편 추락 사고
- 케냐 항공 507편
- 노스웨스트 항공 255편 추락 사고